# Espelho da Grã-Bretanha

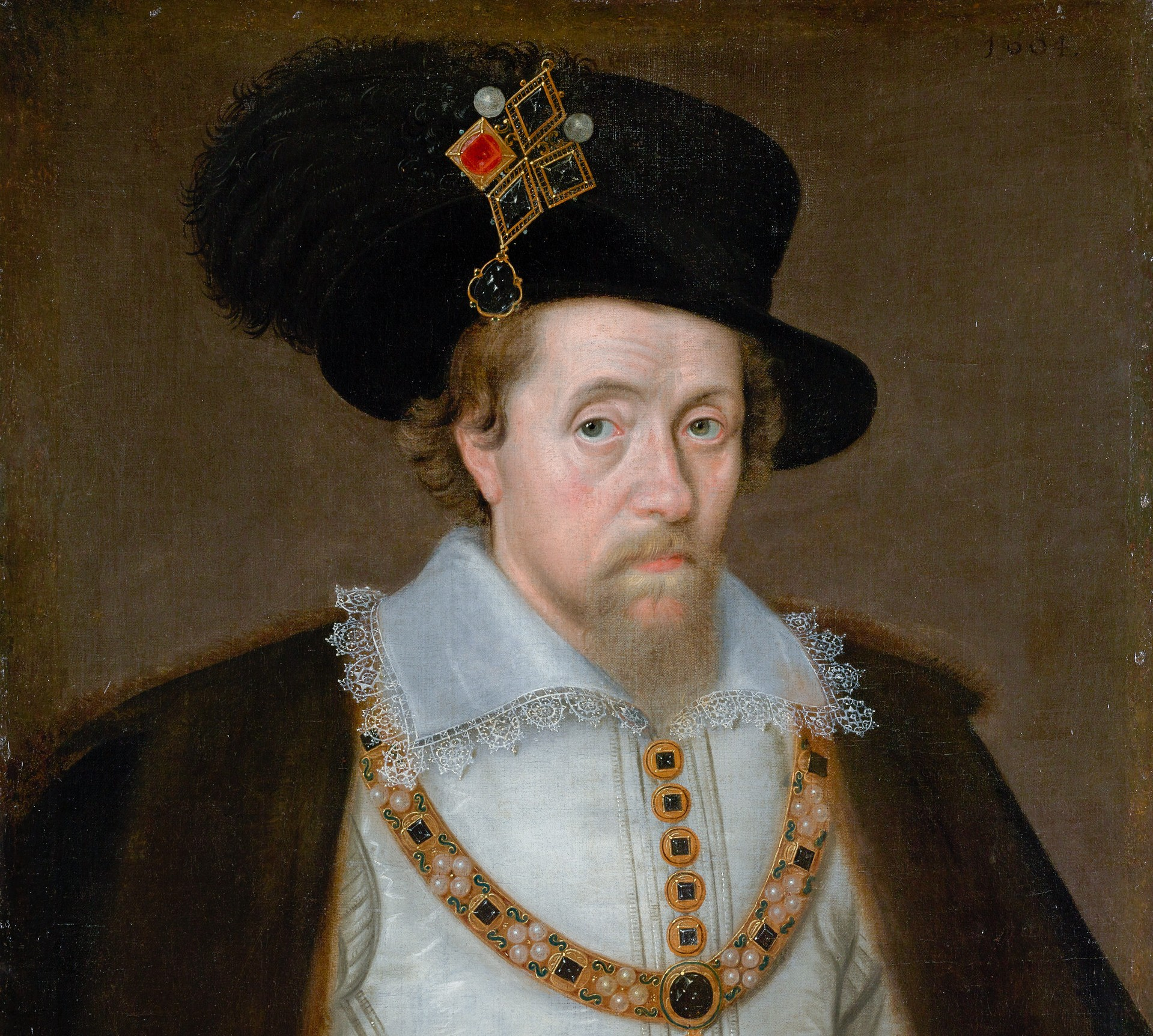
Jaime I e VI usando o Espelho da Grã-Bretanha em seu chapéu, 1604.

O Espelho da Grã-Bretanha (em inglês: Mirror of Great Britain) foi uma joia que fez parte das Joias da Coroa do Reino Unido durante o reinado de Jaime VI e I. Foi penhorado em 1625 e é considerado perdido.

## Descrição
A joia foi descrita em um inventário de 1606 da seguinte forma:
Item, uma grande e rica joia de ouro chamada "MIRROR OF GREAT BRITTAINE", contendo um diamante de mesa muito nobre, um rubi de mesa muito nobre, dois outros diamantes cortados em forma de losango, um deles chamado de pedra da letra H. da SCOTLANDE, decorado com pequenos diamantes, duas pérolas redondas cravadas e um diamante fayre lapidado em fawcetts, comprado de Sancy.
A coleção da National Gallery of Scotland inclui um retrato de 1604 de John de Critz de James usando o Espelho da Grã-Bretanha como uma joia de chapéu. Ele usava e era pintado com outras joias de maneira semelhante, como os Três Irmãos, e uma "pena" de ouro cravejada de diamantes.

## História
Quando a rainha Isabel I da Inglaterra morreu em 1603, após um reinado de 45 anos, ela era a última descendente direta do rei Henrique VIII, e a 'rainha virgem' era solteira e sem filhos. O rei James VI da Escócia parecia ter o melhor direito ao trono por meio de sua bisavó Margarida Tudor e, desde 1601, os políticos ingleses mantinham uma correspondência secreta com James para se preparar para a sucessão. Quando James VI ascendeu aos tronos da Inglaterra e Irlanda como Jaime I em 1603, ele foi o primeiro monarca a cumprir a promessa do Tratado de Paz Perpétua de 1502, que trouxe a Casa Escocesa de Stuart para a linha de sucessão dos ingleses. Casa de Tudor.
Para marcar a importância da ocasião desta "União das Coroas", várias obras de arte foram encomendadas, sendo a principal delas o Espelho. A joia foi criada por volta de 1603 por um mestre artesão desconhecido - possivelmente o mais conhecido dos ourives de Jaime, o escocês George Heriot, que havia seguido o rei, de Edimburgo a Londres. Para montar as peças do Espelho, Jaime provavelmente ordenou que as joias elisabetanas existentes fossem quebradas.

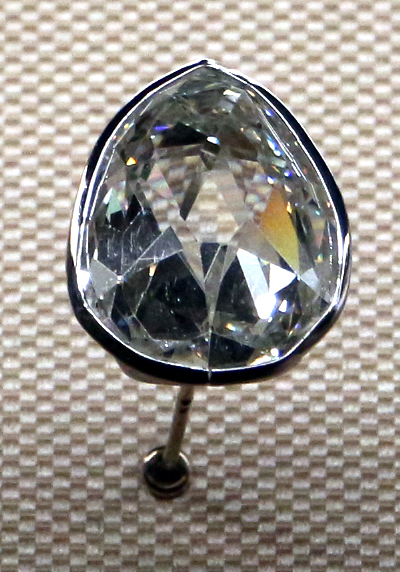
O diamante Sancy, agora no Louvre.

A joia foi criada em ouro com cinco pedras principais incrustadas: quatro diamantes claros e um rubi vermelho. O rubi e um dos diamantes foram lapidados à mesa, enquanto outros dois diamantes eram losangos. Um deles era conhecido como o Grande H da Escócia ou o Grande Harry e pertencia à mãe de Jaime, Maria, rainha dos escoceses, que havia recebido a pedra de presente de Henrique II da França. A pedra final – pendurada sob as outras quatro joias, como pode ser visto na pintura de 1604 – era o diamante Sancy. O Sancy pertenceu originalmente a Carlos, o Ousado, duque da Borgonha, assim como os Três Irmãos, outra das joias da coroa de Jaime. O diamante adquiriu esse nome quando foi comprado no século XVI pelo diplomata francês Nicolas de Harlay, seigneur de Sancy, que acabou vendendo-o para James. O Espelho também foi decorado com duas grandes pérolas e vários diamantes menores. Uma fonte contemporânea estimou o custo total do Mirror em mais de £70.000. James normalmente usaria a peça como uma joia de chapéu, com o rubi na posição das nove horas à esquerda dos diamantes.
Quando Jaime morreu em março de 1625, a joia passou para seu filho Carlos I. Em sua luta de décadas com o Parlamento da Inglaterra que acabaria levando à Primeira Guerra Civil Inglesa, Carlos afirmou continuamente o direito divino dos reis, o que significava posse de joias da coroa, como um espelho. Atormentado por dificuldades financeiras, em 1625 Charles deu um passo drástico para penhorar vários itens importantes de joalheria nos Países Baixos, provavelmente em Haia, um dos centros do comércio de joias. Embora Carlos tenha conseguido juntar dinheiro suficiente para resgatar certas joias cerca de 14 anos depois, em 1639, o mesmo não pode ser dito sobre o Espelho. A joia foi provavelmente vendida ao joalheiro e negociante de pedras preciosas de Haia, Thomas Cletcher, que registrou um item muito semelhante ao Espelho em seu caderno de esboços com a nota de que havia sido "encomendado por Coninc Jacobus". A teoria é reforçada pelo fato de que também foi Cletcher quem novamente atuou como intermediário ou comprador quando a esposa de Charles, Henrietta Maria, tentou vender ainda mais joias da coroa em 1644.
A jornada do Mirror como uma peça distinta de joalheria termina após a venda, no entanto. Foi dividido e suas pedras constituintes vendidas ou reutilizadas. As duas pérolas restantes foram vendidas em 1630 por James Maxwell, um noivo do quarto. O diamante Sancy foi a única peça do Espelho a ser recuperada, mas acabou sendo penhorado novamente pelo filho de Carlos, Jaime II, após o que se tornou parte das joias da coroa francesa. O Sancy está agora na coleção do Louvre, em Paris.